# Anna Kondrashova
Anna Levandi (em russo:  Анна Анатольевна Кондрашова; nome de casada: Anna Anatolevna Levandi (em russo:  Анна Анатольевна Леванди); Moscou, RSFS da Rússia, 30 de junho de 1965) é uma ex-patinadora artística e treinadora russa, que competiu no individual feminino representando a União Soviética. Ela conquistou uma medalha de prata em campeonatos mundiais (1984), foi medalhista de bronze por quatro vezes em campeonatos europeus, e foi tricampeã do campeonato nacional soviético. Kondrashova disputou os Jogos Olímpicos de Inverno de 1984 e 1988 terminando na quinta e oitava posição, respectivamente.

## Carreira como treinadora
Anna Levandi trabalha como treinadora e coreógrafa no Anna Levandi Figure Skating Club em Tallinn, Estônia. Entre seus alunos atuais e antigos estão Johanna Allik, Jasmine Alexandra Costa, Alisa Drei, Jelena Glebova, Mari Hirvonen, Christian Horvath, Svetlana Issakova, Taru Karvosenoja, Viktor Romanenkov, Viktoria Shklover, Valdis Mintals e Dmitri Tchumak.

## Principais resultados
| Resultados                                            | Resultados        | Resultados       | Resultados        | Resultados        | Resultados        | Resultados        | Resultados        | Resultados    | Resultados    | Resultados    | Resultados    | Resultados    |
| Internacional                                         | Internacional     | Internacional    | Internacional     | Internacional     | Internacional     | Internacional     | Internacional     | Internacional | Internacional | Internacional | Internacional | Internacional |
| Evento/Temporada                                      | 1981– 1982        | 1982– 1983       | 1983– 1984        | 1984– 1985        | 1985– 1986        | 1986– 1987        | 1987– 1988        |               |               |               |               |               |
| ----------------------------------------------------- | ----------------- | ---------------- | ----------------- | ----------------- | ----------------- | ----------------- | ----------------- | ------------- | ------------- | ------------- | ------------- | ------------- |
| Jogos Olímpicos                                       |                   |                  | 5.ª               |                   |                   |                   | 8.ª               |               |               |               |               |               |
| Campeonato Mundial                                    |                   | 5.ª              | Medalha de prata  | 4.ª               | 7.ª               | 9.ª               |                   |               |               |               |               |               |
| Campeonato Europeu                                    |                   | 5.ª              | Medalha de bronze | 5.ª               | Medalha de bronze | Medalha de bronze | Medalha de bronze |               |               |               |               |               |
| Prize of Moscow News                                  |                   | Medalha de prata | Medalha de prata  | Medalha de bronze | Medalha de prata  | Medalha de bronze |                   |               |               |               |               |               |
| Nacional                                              |                   |                  |                   |                   |                   |                   |                   |               |               |               |               |               |
| Campeonato Soviético                                  | Medalha de bronze | Medalha de prata |                   | Medalha de ouro   | Medalha de ouro   | Medalha de ouro   |                   |               |               |               |               |               |
|                                                       |                   |                  |                   |                   |                   |                   |                   |               |               |               |               |               |
| Legenda: Competição não foi disputada nesta temporada |                   |                  |                   |                   |                   |                   |                   |               |               |               |               |               |